# Canton de Rennes-Sud-Ouest
Le canton de Rennes-Sud-Ouest est un ancien canton français situé dans le département d'Ille-et-Vilaine et la région Bretagne.

## Composition

### De 1985 à 2015

Rennes découpée en cantons (sans les communes limitrophes). Les points sont les bureaux de vote.

Le canton de Rennes-Sud-Ouest regroupait les communes suivantes :
| Nom                       | Code Insee | Intercommunalité | Population (dernière pop. légale)                |
| ------------------------- | ---------- | ---------------- | ------------------------------------------------ |
| Rennes (chef-lieu)        | 35238      | Rennes Métropole | Fraction : 17 950(2012) Commune : 213 454 (2014) |
| Saint-Jacques-de-la-Lande | 35281      | Rennes Métropole | 12 303 (2014)                                    |
| Vezin-le-Coquet           | 35353      | Rennes Métropole | 5 153 (2014)                                     |

NB : La fraction de Rennes située dans le canton correspondait globalement au quartier Cleunay - Arsenal-Redon limité au nord par la Vilaine.

## Histoire
- Créé au XIXe siècle, le canton de Rennes-Sud-Ouest est supprimé par le décret du 23 juillet 1973 réorganisant les quatre cantons de Rennes en dix cantons[1].
- À l'origine, il comprenait les communes de : Saint-Jacques-de-la-Lande, Vezin, Saint-Erblon, Châtillon-sur-Seiche, Noyal-sur-Seiche, Bourgbarré, Orgères, Chartres, Bruz et une partie de Rennes.
- De 1833 à 1848, les cantons de Rennes-Sud-Ouest et de Mordelles avaient le même conseiller général. Le nombre de conseillers généraux était limité à 30 par département[2].
- Il est recréé par le décret du 16 janvier 1985 renommant le canton de Rennes-X[3].
- Il est supprimé par le redécoupage cantonal de 2014[4].

## Représentation

### Conseillers généraux de 1833 à 1973
| Période    | Période          | Identité                                  | Étiquette             | Qualité |
| ---------- | ---------------- | ----------------------------------------- | --------------------- | --- |
| 1833       | 1848             | Marin Jouaust (1795-1867)                 |                       | Président du Tribunal civil de Rennes                                                                                   |
| 1848       | 1852             | Jean-Marie Pinault                        |                       | Docteur en médecine, professeur à l'Ecole de Médecine de Rennes                                                         |
| 1852       | 1861             | Eugène Courtois                           |                       | Maire de Gahard |
| 1861       | 1874             | Armand Bernard de la Durantais(1811-1877) | Bonapartiste          | Ancien Sous-Préfet - Maire de Bruz                                                                                      |
| 1874       | 1879 (démission) | Jules Lucas                               | Républicain           | Minotier à Châtillon-sur-Seiche                                                                                         |
| 1879       | 1885 (décès)     | Alphonse Marçais-Martin                   | Républicain modéré    | Ancien sous-officier, artisan tanneur à Rennes                                                                          |
| 1885       | 1940             | Jean-Marie Maugère (1849-?)               | RG                    | Agriculteur, Président de l'Office agricole départemental Maire de Bourgbarré, Président du Conseil Général (1928-1934) |
|            |                  |                                           |                       | |
| 1945       | 1949             | Georges Graff (1913-1996)                 | MRP                   | Industriel, 1er adjoint au maire de Rennes (1959-1971)                                                                  |
| 1949       | 1969 (décès)     | Francis Joly                              | RPF puis UNR puis UDR | Médecin |
| 23/11/1969 | 1973             | François Le Douarec                       | UDR                   | Avocat - Député (1962-1981) Elu en 1973 dans le Canton de Rennes-VIII                                                   |

### Conseillers généraux de 1973 à 1985
Voir Canton de Rennes-X.

### Conseillers généraux de 1985 à 2015
| Période | Période | Identité        | Étiquette | Qualité |
| ------- | ------- | --------------- | --------- | --- |
| 1985    | 1994    | Georges Cano    | PS        | Menuisier Maire de Saint-Jacques-de-la-Lande (1971-1989) Ancien conseiller général du Canton de Rennes-X                                  |
| 1994    | 2008    | Daniel Delaveau | PS        | Journaliste Maire de Saint-Jacques-de-la-Lande (1989-2007) Maire de Rennes (2008-2014)                                                    |
| 2008    | 2015    | Gaëlle Andro    | PS        | Attachée territoriale adjointe au maire de Rennes (2008-2014), conseillère municipale depuis 2014 Elue en 2015 dans le Canton de Rennes-5 |

### Conseillers d'arrondissement (de 1833 à 1940)
| Période                                  | Période          | Identité           | Étiquette             | Qualité |
| ---------------------------------------- | ---------------- | ------------------ | --------------------- | --- |
| 1833                                     | 1845             | Louis Arot         |                       | Fabricant à Rennes                                                                                          |
|                                          |                  |                    |                       | |
| 1883                                     | 1885 (démission) | Jean-Marie Maugère | Républicain           | Agriculteur, maire de Bourgbarré                                                                            |
| 1885                                     | 1893 (décès)     | Jean Guy           | Républicain           | Propriétaire à Rennes                                                                                       |
| 1893                                     | 1899 (décès)     | Ambroise Moigno    |                       | Propriétaire à Saint-Méen, Président du Conseil d'arrondissement                                            |
|                                          |                  |                    |                       | |
|                                          | 1907             | Jean Pinault       | Républicain libéral   | Industriel à Rennes                                                                                         |
| 1907                                     | 1913             | Charles Laurent    | Républicain radical   | Adjoint au maire de Rennes                                                                                  |
| 1913                                     | 1925             | Léonce Bousquet    | Radical               | Maire de Bruz, propriétaire à Rennes                                                                        |
| 1925                                     | 1931             | Pierre Dubois      | Républicain démocrate | Vétérinaire à Rennes                                                                                        |
| 1931                                     | 1937             | Francisque Daniel  | Radical               | Maire de Saint-Jacques-de-la-Lande (1925-1945)                                                              |
| 1937                                     | 1940             | Léon Hamard        | Républicain           | Industriel, premier adjoint au maire de Rennes                                                              |
| 1940                                     |                  |                    |                       | Les conseils d'arrondissement ont été suspendus par la loi du 12 octobre 1940 et n'ont jamais été réactivés |
| Les données manquantes sont à compléter. |                  |                    |                       | |

## Démographie
| 1990   | 1999   | 2006   | 2011   | 2012   |
| ------ | ------ | ------ | ------ | ------ |
| 22 216 | 28 707 | 31 566 | 33 320 | 34 059 |